# Ехидны (рыбы)
Мурены-ехидны, или ехидны, или мегадеры (лат. Echidna) — род лучепёрых рыб семейства муреновых (Muraenidae) подсемейства Muraeninae. Распространены в Индо-Тихоокеанской области. Два вида (E. catenata и E. peli) в восточной и западной частях Атлантического океана. Максимальная длина тела представителей разных видов варьирует от 20 до 165 см. Морские придонные рыбы. Питаются ракообразными и рыбами.

## Виды
В составе рода выделяют 11 видов
- Echidna amblyodon (Bleeker, 1856)
- Echidna catenata (Bloch, 1795)
- Echidna delicatula (Kaup, 1856) — Грациозная мурена-ехидна
- Echidna leucotaenia Schultz, 1943
- Echidna nebulosa (Ahl, 1789) — Звездчатая ехидна, или звездчатый мегадер
- Echidna nocturna (Cope, 1872)
- Echidna peli (Kaup, 1856)
- Echidna polyzona (Richardson, 1845)
- Echidna rhodochilus Bleeker, 1863
- Echidna unicolor Schultz, 1953
- Echidna xanthospilos (Bleeker, 1859)